# Commonwealth Games 2022/Bowls – Para-Doppel (Frauen)
Das Para-Doppel der Frauen im Bowls bei den Commonwealth Games 2022 in der Klasse B6–B8 wurde vom 29. Juli bis 3. August 2022 ausgetragen. Im Finale konnte Schottland mit 17:5 gegen Australien durchsetzen.

## Format
Die fünf Mannschaften spielten in einer Gruppe, wobei jedes Team einmal gegen jedes andere antritt. Die vier Gruppenbesten qualifizierten sich für das Halbfinale. Von dort an wurde im K.-o.-System die Commonwealth-Sieger ermittelt.

## Teilnehmer
| Nation     | Teilnehmer                            |
| ---------- | ------------------------------------- |
| Australien | Cheryl Lindfield, Serena Bonnell      |
| England    | Michelle White, Gillian Platt         |
| Neuseeland | Lynda Bennett, Pam Walker             |
| Schottland | Rosemary Lenton, Pauline Wilson       |
| Südafrika  | Victoria van der Merwe, Desiree Levin |

## Gruppenphase
| Nation     | Spiele | gew. | unent. | verl. | Pkt. gew. | Pkt verl. | Pkt diff. | Punkte |
| ---------- | ------ | ---- | ------ | ----- | --------- | --------- | --------- | ------ |
| England    | 4      | 3    | 0      | 1     | 66        | 39        | +27       | 9      |
| Südafrika  | 4      | 1    | 0      | 1     | 72        | 50        | +22       | 9      |
| Australien | 4      | 3    | 0      | 1     | 58        | 52        | +6        | 9      |
| Schottland | 4      | 1    | 0      | 3     | 48        | 70        | −22       | 3      |
| Neuseeland | 4      | 0    | 0      | 4     | 38        | 71        | −33       | 0      |

| Nation 1                 | Ergebnis                 | Nation 2                 |
| 29. Juli 2022, 11:30 Uhr | 29. Juli 2022, 11:30 Uhr | 29. Juli 2022, 11:30 Uhr |
| ------------------------ | ------------------------ | ------------------------ |
| Australien               | 16:15                    | Schottland               |
| England                  | 13:17                    | Südafrika                |
| 29. Juli 2022, 18:00 Uhr |                          |                          |
| England                  | 12:10                    | Neuseeland               |
| Südafrika                | 23:11                    | Schottland               |
| 30. Juli 2022, 8:30 Uhr  |                          |                          |
| Australien               | 18:70                    | Südafrika                |
| Neuseeland               | 12:15                    | Schottland               |
| 30. Juli 2022, 15:00 Uhr |                          |                          |
| Australien               | 19:80                    | Neuseeland               |
| England                  | 19:70                    | Schottland               |
| 31. Juli 2022, 15:00 Uhr |                          |                          |
| Australien               | 05:22                    | England                  |
| Neuseeland               | 08:25                    | Südafrika                |

## Endrunde

### Halbfinale
| Nation 1                 | Ergebnis                 | Nation 2                 |
| 1. August 2022, 8:30 Uhr | 1. August 2022, 8:30 Uhr | 1. August 2022, 8:30 Uhr |
| ------------------------ | ------------------------ | ------------------------ |
| England                  | 10:16                    | Schottland               |
| Südafrika                | 12:19                    | Australien               |

### Spiel um Bronze
| Nation 1                  | Ergebnis                  | Nation 2                  |
| 2. August 2022, 15:00 Uhr | 2. August 2022, 15:00 Uhr | 2. August 2022, 15:00 Uhr |
| ------------------------- | ------------------------- | ------------------------- |
| England                   | 07:16                     | Südafrika                 |

### Finale
| Nation 1                  | Ergebnis                  | Nation 2                  |
| 2. August 2022, 15:00 Uhr | 2. August 2022, 15:00 Uhr | 2. August 2022, 15:00 Uhr |
| ------------------------- | ------------------------- | ------------------------- |
| Schottland                | 17:50                     | Australien                |